# II wojna libańska

Mapa konfliktu z 19 lipca 2006

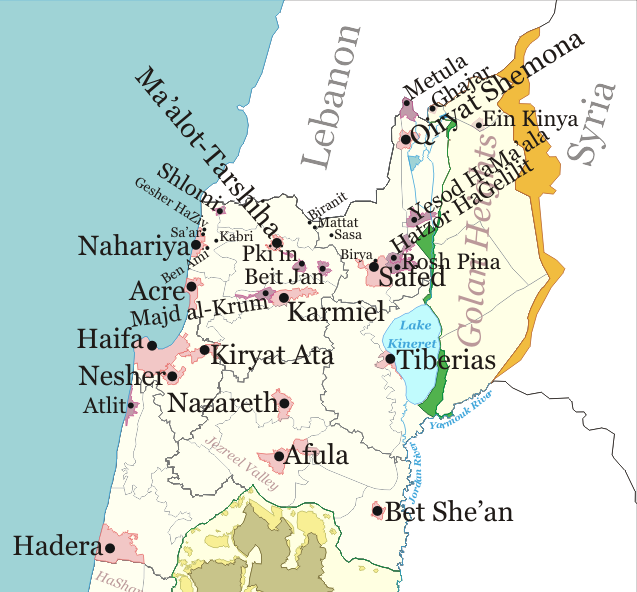
Mapa ukazująca niektóre cele po stronie Izraela i Wzgórz Golan zaatakowane rakietami Katiusza, wystrzelonymi z terenu Libanu do 27 lipca 2006

Kryzys izraelsko-libański – konflikt między państwem Izrael a libańską szyicką organizacją Hezbollah, mającą swoje bazy w południowym Libanie, toczony od 12 lipca do 14 sierpnia 2006 roku. Ten trwający 33 dni konflikt znany jest w Libanie jako wojna lipcowa (arab. ‏حرب تموز‎, Ḥarb Tammūz), a w Izraelu nazywany jest II wojną libańską (hebr. ‏מלחמת לְבָנוֹן השנייה‎, Milchemet Lewanon Ha-Sznija). Wojna rozpoczęła się 12 lipca 2006 i trwała do wejścia w życie zawieszenia broni wprowadzonego dzięki działaniom Organizacji Narodów Zjednoczonych rankiem 14 sierpnia 2006, choć oficjalnie wojna zakończyła się 8 września 2006, kiedy to Izrael zniósł blokadę morską wybrzeża Libanu.

## Streszczenie
Konflikt rozpoczął się, gdy bojownicy Hezbollahu ostrzelali rakietami izraelskie miasta nadgraniczne i przeprowadzili atak rakietami przeciwczołgowymi na dwa opancerzone samochody Humvee Sił Obrony Izraela (IDF, Cahal), patrolujące ogrodzenie graniczne po izraelskiej stronie. Spośród siedmiu żołnierzy izraelskich jadących dżipami dwóch zostało rannych, trzech zabitych, a dwóch pochwycono i wywieziono do Libanu. Pięciu innych zginęło podczas nieudanej próby odbicia porwanych. Izrael odpowiedział na te wydarzenia masowymi bombardowaniami i atakami artyleryjskimi na cele w Libanie, które niszczyły infrastrukturę cywilną, włączając w to Międzynarodowe Lotnisko im. Rafika Haririego w Bejrucie (Izrael oskarżał Hezbollah, że wykorzystywał je, wwożąc broń i zapasy żywności z zagranicy). Nałożył także morską i powietrzną blokadę na Liban oraz rozpoczął inwazję wojsk lądowych na południową część Libanu. W odpowiedzi Hezbollah kontynuował z większą siłą ostrzeliwanie północnego Izraela, prowadząc jednocześnie walki partyzanckie z IDF.
W wyniku konfliktu śmierć poniosły tysiące osób, większość doniesień mówi o tym, że byli to przede wszystkim libańscy cywile. W dużym stopniu ucierpiała libańska cywilna infrastruktura, a ok. miliona Libańczyków zostało zmuszonych do opuszczenia swoich domów, podobnie jak 300-500 tys. Izraelczyków, którym jednak umożliwiono powrót. Po wprowadzeniu zawieszenia ognia, niektóre tereny w południowym Libanie nie nadawały się do zamieszkania ze względu na niewypały izraelskich bomb kasetowych tam zalegających.
11 sierpnia 2006 Rada Bezpieczeństwa ONZ jednogłośnie przyjęła rezolucję 1701, mającą na celu zakończenie konfliktu. Dokument, który został zaakceptowany zarówno przez izraelski, jak i libański rząd, wzywał do rozbrojenia Hezbollahu, wycofania wojsk izraelskich z Libanu i wprowadzenie na ich miejsce armii libańskiej oraz powiększenia oddziałów UNIFIL w południowej części Libanu. Oddziały libańskie wkroczyły tam 17 sierpnia 2006. Blokada Libanu została zniesiona 8 września 2006.
1 października 2006 większość izraelskich żołnierzy wycofała się z Libanu, choć ostatni żołnierze wciąż zajmują graniczną wioskę Ghadżar. Po rozpoczęciu wprowadzania w życie postanowień rezolucji 1701 zarówno libański rząd, jak i dowództwo UNIFIL stwierdziło, że nie uda im się rozbrojenie Hezbollahu. Szczątki dwóch porwanych żołnierzy, których losy do tego czasu były nieznane, zostały zwrócone Izraelowi przez Hezbollah 16 lipca 2008 w ramach wymiany więźniów.

## Tło konfliktu
Walki izraelsko-libańskie prowadzone są z przerwami od pierwszej wojny izraelsko-arabskiej (1948–1949) z różnym nasileniem. Izrael i Liban nigdy nie podpisały traktatu pokojowego, który de facto oznaczałby uznanie istnienia Izraela przez północnego sąsiada. Nie zgadzają się na to także niektóre inne państwa arabskie, więc formalnie są one w stanie wojny z państwem żydowskim nieprzerwanie od niemal 70 lat.
Od czasu wojny libańskiej w latach 1982–1985 południowy Liban (tzw. strefa bezpieczeństwa) był okupowany przez 18 lat, aż do całkowitego wycofania wojsk izraelskich w 2000. Pomimo tego, Hezbollah nadal uważał, że walczy z izraelską okupacją, co miało legitymizować ostrzał miejscowości w północnym Izraelu.
2 września 2004 Rada Bezpieczeństwa Organizacji Narodów Zjednoczonych przyjęła rezolucję nr 1559 wzywającą do wycofania z terytorium Libanu wszystkich obcych wojsk oprócz Błękitnych Hełmów, rozbrojenia organizacji paramilitarnych oraz przejęcia przez libański rząd kontroli nad terenami przy południowej granicy państwa. Chodziło o wojska Syrii i Hezbollahu, choć siły te nie zostały wymienione z nazwy. Syria, która nie uznaje suwerenności Libanu, nie zastosowała się do rezolucji.
28 stycznia 2005 RB ONZ w rezolucji nr 1583 wyraziła zaniepokojenie brakiem realizacji rezolucji nr 1559 i przedłużyła mandat wojsk rozjemczych. Dopiero tzw. Cedrowa rewolucja, jak nazwano szereg antysyryjskich manifestacji po zamordowaniu byłego premiera Libanu Rafika al-Haririego 14 lutego 2005, doprowadziła do wyprowadzenia wojsk syryjskich z terytorium Libanu.
25 czerwca 2006, w związku z porwaniem przez Hamas kaprala izraelskiej armii Gilada Szalita, wojsko izraelskie ponownie wkroczyło do Strefy Gazy, którą opuściło w sierpniu 2005 w ramach tzw. jednostronnego wycofania. Jednocześnie izraelskie służby bezpieczeństwa aresztowały licznych działaczy Hamasu i polityków palestyńskich podejrzanych o udział w porwaniu lub jego zlecenie. Oficjalnie akcja Hezbollahu była wyrazem solidarności z Palestyńczykami, a jej celem politycznym miała być wymiana izraelskich żołnierzy na więzionych przez Izrael członków Hezbollahu i Hamasu.
Konflikt z 2006 rozpoczął się od ostrzału rakietowego terenu Izraela, prowadzonego przez Hezbollah i od ataków lotniczych Izraela na bazy organizacji w Libanie (w wyniku których mocno ucierpiała ludność cywilna). Rząd Libanu nie podjął decyzji o zbrojnym oporze, wskutek czego ludność cywilna południowej części Libanu pozostała bez obrony. Według niektórych opinii, konflikt ten miał być sposobem na odwrócenie uwagi społeczności międzynarodowej od kwestii instalacji nuklearnych Iranu.

## Przebieg kryzysu

### Uprowadzenie izraelskich żołnierzy
12 lipca, pod osłoną ostrzału rakietowego terytorium Izraela (rozpoczętego ok. godz. 8:07 czasu lokalnego, wymierzonego w moszaw Zarit i miasto Szelomi), oddział Hezbollahu zabił trzech i wziął do niewoli dwóch żołnierzy izraelskich (sierżanta Ehuda Goldwassera i sierżanta Eldada Regeva) niedaleko moszawu Zarit. Odbywali oni rutynowy patrol granicy izraelsko-libańskiej. Kolejnych pięciu żołnierzy poniosło śmierć w trakcie nieudanej próby odbicia zakładników. Zniszczeniu uległ także czołg IDF.
Hezbollah utrzymuje, że incydent, który doprowadził do eskalacji konfliktu, miał miejsce po libańskiej stronie granicy. Przywódca tej organizacji, szejk Hasan Nasr Allah, przyznał, że izraelscy żołnierze zostali uprowadzeni w celu wymiany na czterech libańskich więźniów przetrzymywanych w Izraelu: Samira Kuntara (Libańczyka zatrzymanego podczas ataku terrorystycznego w 1979, oskarżonego o zamordowanie cywili i funkcjonariusza policji), Nasima Nisra (obywatela Izraela i Libanu, oskarżonego przez Izrael o szpiegostwo), Yahya Skafa (Libańczyka, który zdaniem Hezbollahu został zaaresztowany przez Izrael, czego jednak nie potwierdziła strona izraelska), Ali Faratana (inny Libańczyk zdaniem Hezbollahu przetrzymywany przez Izrael). Nasrallah stwierdził, że Izrael złamał obietnicę zwolnienia tych więźniów, a jedynym rozwiązaniem jest walka zbrojna z państwem żydowskim.
Izraelski premier Ehud Olmert określił porwanie żołnierzy IDF jako akt wojny dokonany przez Liban, stwierdzając, że Liban poniesie konsekwencje swoich akcji. Obiecał także bardzo bolesną i daleko posuniętą odpowiedź. Izrael oskarżył rząd libański o porwanie żołnierzy, wskazując na to, że wypad Hezbollahu został przeprowadzony z terytorium tego państwa, a sama organizacja ma dwóch ministrów w rządzie Libanu. Premier Libanu Fouad Siniora odrzucił te oskarżenia, mówiąc, że nie posiadał jakiejkolwiek wiedzy o akcji Hezbollahu.
Siły Obrony Izraela zaatakowały cele w Libanie przy pomocy artylerii i bombardowań lotniczych kilka godzin przed posiedzeniem rady ministrów tego państwa, zorganizowanego w celu przedyskutowania sposobu odpowiedzi na akcję Hezbollahu. Lotnictwo zbombardowało kilka celów – mostów i dróg oraz lotnisko w Bejrucie. Zginęło 44 cywilów. Nieco później rada ministrów zadecydowała o upoważnieniu premiera, ministra obrony i ich zastępców do wykonania zaproponowanego planu działań zbrojnych przeciwko Libanowi. Rozpoczęła się izraelska ofensywa w południowym Libanie. Nastąpiły dalsze ataki lotnicze, ostrzał artyleryjski oraz blokada wybrzeża morskiego tego Libanu z użyciem okrętów izraelskiej marynarki wojennej. Ataki były skierowane w bazy Hezbollahu, jednak ucierpiała również ludność cywilna.
Libański ambasador w Stanach Zjednoczonych Farid Abboud zapowiedział, że żołnierze zostaną zwolnieni w zamian za więźniów przetrzymywanych w izraelskich więzieniach, co sugerowałoby powiązania rządu libańskiego z operacją, podczas gdy oficjalnie odżegnał się on od wszelkiego udziału w tym incydencie. Po tej wypowiedzi ambasador został wezwany przez premiera Libanu Fouada Siniorę do Bejrutu na konsultacje.

### 12-16 lipca 2006

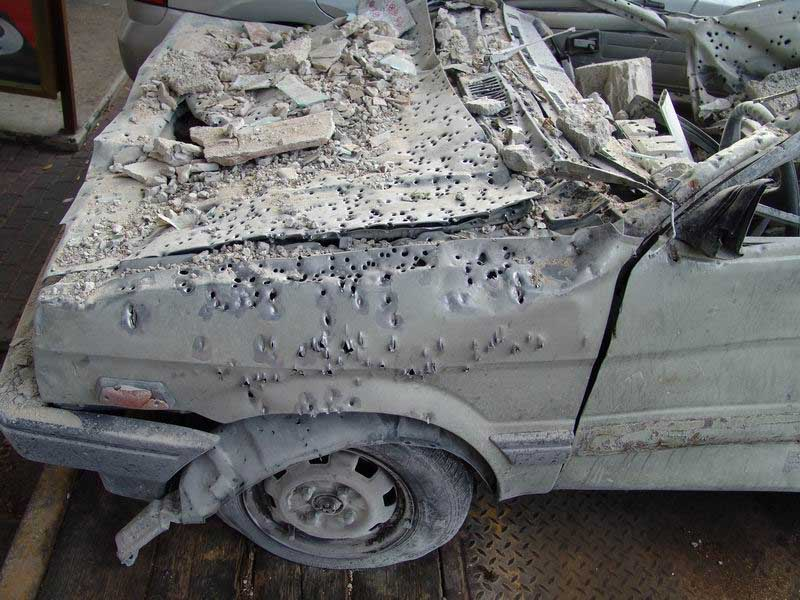
Samochód w izraelskiej Hajfie, uszkodzony w wyniku ataku rakietowego Hezbollahu

13 lipca Liban zaapelował do Izraela o zaprzestanie akcji zbrojnych na swoim terenie. Równocześnie konflikt się zaogniał, bojownicy Hezbollahu regularnie ostrzeliwali rakietami Katiusza północne regiony Izraela. Wojska izraelskie rozpoczęły blokadę Libanu z wody i z powietrza, zbombardowały port lotniczy w Bejrucie.
Rakiety Hezbollahu spadły po raz pierwszy na Hajfę, trzecie co do wielkości miasto Izraela, w którym mieści się lotnisko międzynarodowe i główny port izraelski. Hezbollah nie przyznał się do tego ataku, mimo iż nastąpił on kilka godzin po ogłoszeniu, że zaatakuje Hajfę, jeśli Izrael zdecyduje się na bombardowanie Bejrutu.
14 lipca wojska izraelskie zaatakowały główną bazę Hezbollahu z powietrza, po czym lider tej organizacji Hasan Nasr Allah wypowiedział otwartą wojnę Izraelowi. Władze państwa żydowskiego rozpoczęły wycofywanie jednostek wojskowych ze Strefy Gazy i przemieszczanie ich na północ.
Ostrzał rakietowy przez siły Hezbollahu uszkodził izraelski okręt klasy Sa’ar 5 INS „Hanit”, biorący udział w blokadzie morskiej wybrzeża Libanu oraz zatopił egipski statek handlowy. Okręt wojenny wyłączył swoje systemy obrony przeciwrakietowej z powodu obecności w pobliżu dużej liczby samolotów izraelskich. Doprowadziło to do śmierci 4 marynarzy i poważnych uszkodzeń statku. Wywiad izraelski nie przewidział posiadania przez Hezbollah rakiet przeciwokrętowych tak dużego zasięgu.
15 lipca izraelskie okręty, uczestniczące w blokadzie morskiej Libanu, ostrzelały cztery porty, w tym główny w Bejrucie. Lotnictwo zniszczyło siedzibę Hezbollahu i zbombardowało biuro lidera Hamasu, Mohameda Nazzala. Rząd Libanu, z premierem Siniorą ogłosił Liban strefą kataklizmu i zaapelował o międzynarodową pomoc w załagodzeniu konfliktu i odzyskaniu przez władze w Bejrucie kontroli nad południową częścią państwa, opanowaną przez Hezbollah.
Ministrowie Spraw Zagranicznych 18 państw Ligi Arabskiej zebrali się na nadzwyczajnym spotkaniu w Kairze w celu omówienia sytuacji. Przedstawiciel Arabii Saudyjskiej akcję Hezbollahu z 12 lipca nazwał zaskakującą, niewłaściwą i nieodpowiedzialną, która Cofnie sytuację w rejonie o całe lata, czego nie można zaakceptować. Stanowisko to poparły Egipt, Jordania, Kuwejt, Irak, Zjednoczone Emiraty Arabskie, Bahrajn oraz Autonomia Palestyńska. Przeciwnego zdania była m.in. Syria i Liban. We wspólnym oświadczeniu zaapelowano do Rady Bezpieczeństwa ONZ o zajęcie się sprawą.
16 lipca arabskie rakiety spadły na miejscowości Nazaret i Afula. Izrael oskarżył Iran o dostarczanie Hezbollahowi rakiet średniego zasięgu Ra'ad 1, które posłużyły do tego ataku, a także kolejnego ostrzału Hajfy, opierając się na doniesieniach agencji Al-Manar (prowadzonej przez Hezbollah). Hezbollah przyznał, że ostrzał, w którym zginęło osiem osób, był rewanżem za nocne naloty izraelskie na Liban. Pociski rozpryskowe, użyte w ataku, zawierające metalowe kulki, zostały potępione przez Human Rights Watch jako broń nieprzydatna w działaniach wojskowych, natomiast stosowana w celu zmaksymalizowania liczby ofiar cywilnych.

Rząd izraelski wydał 16 lipca oświadczenie, w którym stwierdził, że pomimo tego, iż Izrael zaangażował się w operacje militarne w Libanie, wojna nie jest prowadzona z libańskim rządem. Komunikat mówił, że: 

Izrael nie walczy z Libanem, ale ze znajdującym się w nim elementem terrorystycznym, pod przywództwem Nasrallaha i jego kohort, które sprawiły, że Liban jest zakładnikiem i stworzyły sponsorowane przez Syrię i Iran terrorystyczne enklawy morderstwa.

### 17-24 lipca 2006

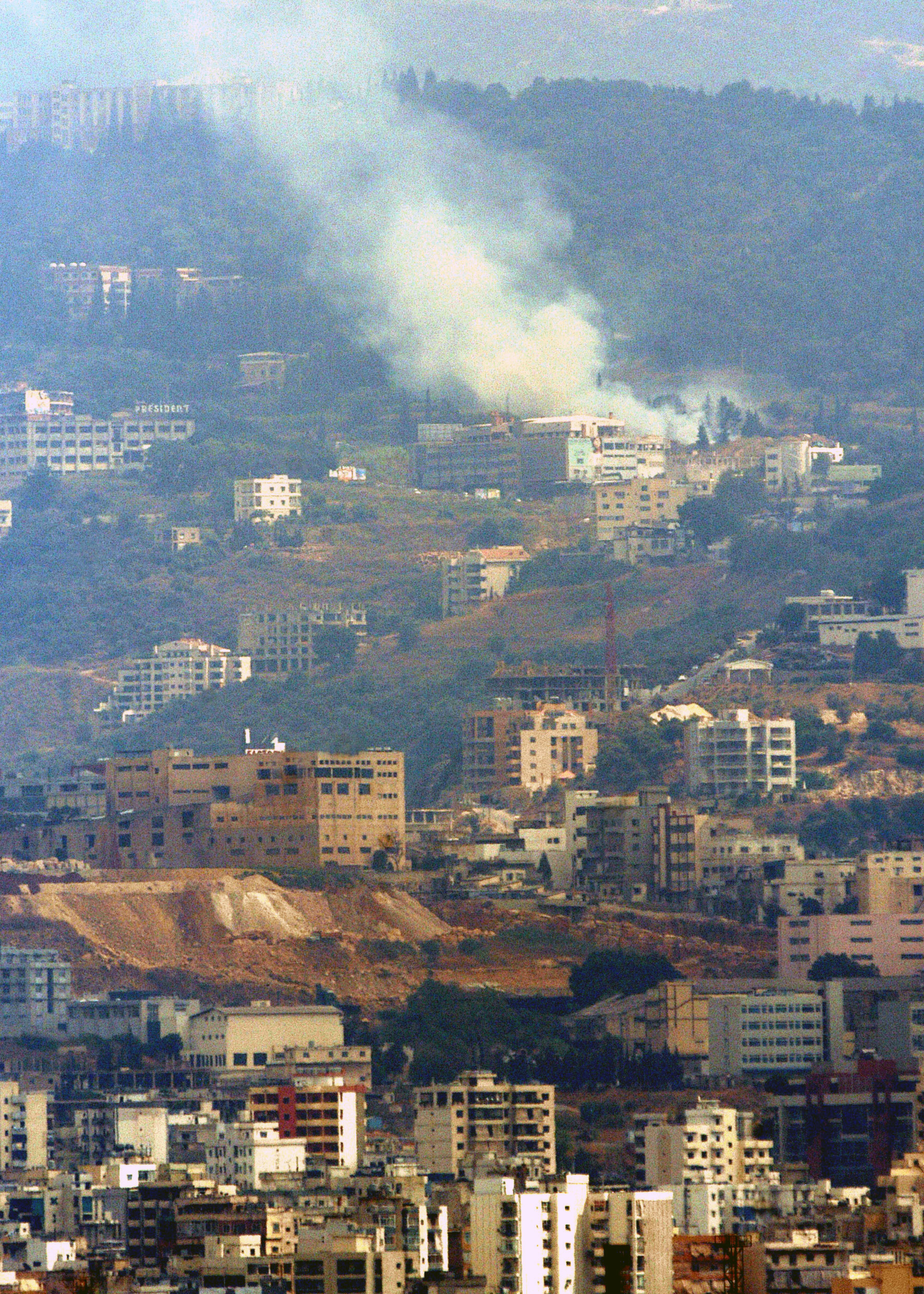
Dym nad przedmieściami Bejrutu tuż po ataku izraelskiego lotnictwa 22 lipca

17 lipca 2006 rozpoczęła się lądowa faza walk. IDF wkroczył na terytorium Libanu w celu zniszczenia wyrzutni rakiet i baz Hezbollahu. Po krótkiej walce, wojska wycofały się.
Syria ogłosiła otwarcie granic i zawieszenie polityki wizowej dla osób ewakuowanych z terytorium Libanu.
Tego samego dnia minister spraw zagranicznych Iranu Manuszehr Mottaki udał się z misją do Syrii w celu nakłonienia Hezbollahu do wstrzymania walk i uwolnienia porwanych żołnierzy. Według asz-Szark al-Ausat, arabskiej gazety wydawanej w Londynie, była to reakcja rządu irańskiego na negatywne komentarze polityków libańskich wobec roli, jaką za pośrednictwem Hezbollahu odgrywały w konflikcie Iran i Syria, oraz ostrzeżenie (przez niewymieniony z nazwy kraj europejski) o możliwości ataku izraelskiego na Syrię.
Z Libanu ewakuowano ok. 200 polskich obywateli przez terytorium Syrii.
19 lipca pociski rozpryskowe wystrzelone przez Hezbollah spadły na miasto Nazaret, zamieszkane głównie przez Arabów. Izrael kontynuował intensywne bombardowania Libanu, będące próbami zabicia szejka Nasrallaha, zrzucono 23 tony materiałów wybuchowych, niszcząc główny bunkier Hezbollahu na terenie palestyńskiego obozu uchodźców w południowej dzielnicy Bejrutu – Burj Barajneh. Według agencji Al-Manar zbombardowany budynek nie był kwaterą Hezbollahu i żaden z przywódców tej organizacji nie ucierpiał w nalocie. Ponadto Hezbollah ogłosił zniszczenie dwóch izraelskich czołgów Merkawa.
20 lipca w Libanie po raz pierwszy od 22 lat pojawili się amerykańscy marines w celu ochrony procesu ewakuacji obywateli amerykańskich. Szacowano, że do tego czasu, wskutek działań wojennych, terytorium Libanu opuściło ok. 130 tys. osób. Izrael wezwał cywilnych mieszkańców południowego Libanu do natychmiastowej ewakuacji przed planowaną ofensywą lądową. Do tego czasu, na południe od rzeczki Litani, dwukrotnie pełniącej rolę granicy strefy bezpieczeństwa, mieszkało ok. 300 tys. osób.
Następnego dnia Izrael ogłosił mobilizację rezerwistów w oparciu o tzw. Rozkaz nr 8, czyli ustawę zezwalającą na jej przeprowadzenie w sytuacji wojny lub konieczności przeprowadzenia operacji wojskowych niezbędnych dla bezpieczeństwa narodowego. Według dziennika Ha-Arec był to początek przygotowań do poważniejszej operacji lądowej. Dowództwo armii izraelskiej poinformowało, że nie ma planów ponownej okupacji Libanu, a cel operacji to zlikwidowanie wyrzutni rakiet i baz Hezbollahu w południowej części tego Libanu.
22 lipca na granicy izraelsko-libańskiej stacjonowało już ok. 2000 żołnierzy izraelskich. Część z nich rozpoczęła walki o libańską wioskę Marun ar-Ras. Izrael zbombardował 150 celów: Marun ar-Ras, Sydon, Dżija, Dżunija i, położone daleko na północy Libanu, Tripoli. Hezbollah wystrzelił 130 rakiet na miasta: Hajfa, Naharijja, Karmiel, Safed i Kirjat Szemona. Następnego dnia Syria ogłosiła pod naciskiem amerykańskiej dyplomacji, że będzie dążyć do zawieszenia broni na Bliskim Wschodzie. Ostrzegła jednak, że nie pozostanie bierna, jeśli Izrael zbliży się na 20 kilometrów od Damaszku.
24 lipca amerykańska sekretarz stanu Condoleezza Rice złożyła nieoczekiwaną wizytę w Bejrucie. Na spotkaniu z premierem Libanu Fouadem Siniorą wyraziła podziękowanie za jego odwagę w dążeniach do powstrzymania konfliktu. Tego dnia kolejne rakiety Hezbollahu spadły na północne tereny Izraela. IDF wkroczył głębiej do Libanu i zajął wzgórza wokół Bint Dżubajl.

### Zniszczenie bazy ONZ niedaleko Al-Chijam
25 lipca izraelska bomba trafiła bazę Organizacji Narodów Zjednoczonych w okolicach Al-Chijam w południowym Libanie. Według ONZ zginęło 4 obserwatorów sił pokojowych (UNTSO) stacjonujących w „strefie bezpieczeństwa”. UNTSO wspomagające UNIFIL, potwierdziło ofiary w ludziach. Rzecznik sił zbrojnych Izraela poinformował o wszczęciu wojskowego śledztwa w sprawie tego wydarzenia. Ówczesny sekretarz generalny ONZ, Kofi Annan wydał oświadczenie, w którym stwierdził, że jest w szoku i głęboko wstrząśnięty z powodu oczywistego zaatakowania przez IDF obserwacyjnego posterunku ONZ w południowym Libanie. Powiedział także: 

Wzywam rząd Izraela do wszczęcia dochodzenia w sprawie tego martwiącego incydentu i żądam zaprzestania jakichkolwiek dalszych ataków na pozycje i personel ONZ.

Obserwatorzy ONZ wielokrotnie bezskutecznie zwracali się z prośbą do strony izraelskiej o zaprzestanie bombardowań w tym rejonie. Premier Izraela Ehud Olmert wyraził głębokie ubolewanie z powodu tragicznego wydarzenia. Stwierdził jednak jednocześnie, że nigdy nie przypuszczałby, iż popełniony błąd zostanie określony przez ONZ jako celowe działanie.
Tego samego dnia Izrael otoczył twierdzę Hezbollahu w Bint Dżubajl w południowym Libanie. Wymiana ognia doprowadziła do strat w ludziach po obu stronach.
Amerykańska sekretarz stanu Condoleezza Rice wynegocjowała z izraelskimi władzami otwarcie korytarzy powietrznych dla pomocy humanitarnej dla Libanu. Dzięki temu pierwszy amerykański transport z pomocą humanitarną dotarł w rejon konfliktu.
Król Arabii Saudyjskiej Abdullah bin Abdulaziz Al Saud obiecał pomoc finansową w wysokości 1,5 miliarda dolarów na odbudowę Libanu. Jednocześnie nazwał użycie siły w Libanie arogancją Izraela i ostrzegł, że wojna może rozprzestrzenić się na cały Bliski Wschód, jeśli rozmowy pokojowe nie przyniosą rezultatu.

### 26-29 lipca 2006

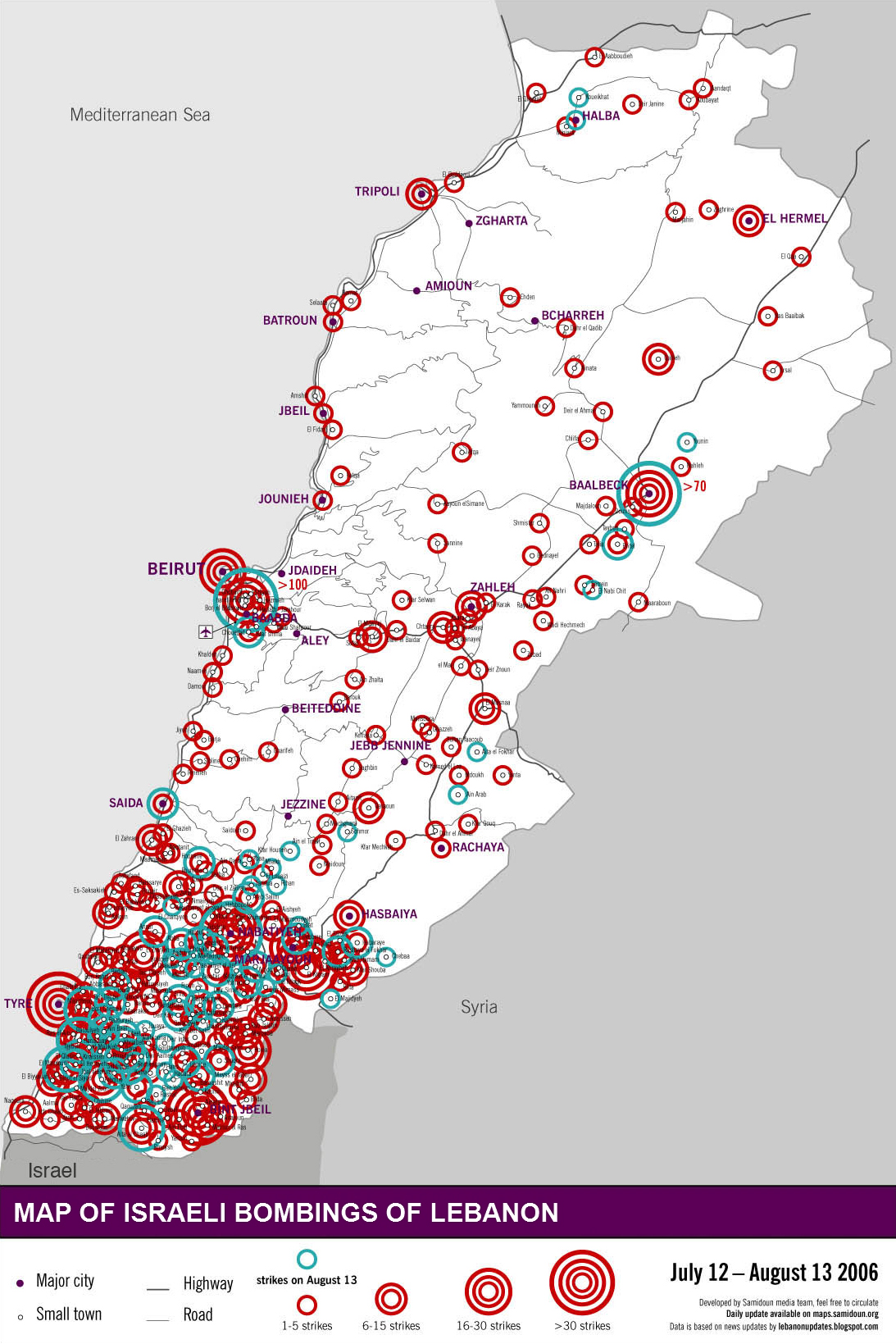
Miejsca bombardowań izraelskiego lotnictwa w Libanie w dniach 12 lipca – 13 sierpnia 2006

26 lipca odbyło się spotkanie ministrów spraw zagranicznych państw Europy, Bliskiego Wschodu i Stanów Zjednoczonych w Rzymie. Nie przyniosło ono konkretnych planów zakończenia konfliktu. Tymczasem w Libanie i Strefie Gazy ponownie rozgorzały zaciekłe walki, w Bint Dżubajl zginęło 9 izraelskich żołnierzy, a co najmniej 22 zostało rannych.
27 lipca rząd Izraela ogłosił mobilizację 3 dywizji rezerwistów (łącznie ok. 15 tysięcy żołnierzy). Tego samego dnia Rada Bezpieczeństwa ONZ wydała oświadczenie na temat śmierci obserwatorów sił pokojowych z 25 lipca, stwierdzając, że wojna jest okropną rzeczą i na wojnie zdarzają się pomyłki i tragedie. Ambasador Izraela przy ONZ Dan Gillerman określił oświadczenie jako sprawiedliwe i wyważone.
Ajman al-Zawahiri, człowiek numer 2. organizacji terrorystycznej Al-Ka’ida, wezwał za pośrednictwem katarskiej telewizji al-Dżazira do dżihadu przeciwko Izraelowi i ostrzegł, że jego organizacja nie będzie milczeć wobec izraelskich działań.
28 lipca Hezbollah zaatakował terytorium Izraela nowym typem rakiet Chajbar-1 (irańskiej produkcji Fadżr-5). Pięć pocisków spadło dalej niż do tej pory – jeden trafił ok. 10 kilometrów na południe od Hajfy, w pobliżu miejscowości Afula. Tego samego dnia prezydent USA George W. Bush i premier Wielkiej Brytanii Tony Blair zaproponowali wysłanie międzynarodowych sił pokojowych w rejon konfliktu, mających pomóc libańskim wojskom przejąć kontrolę nad południem Libanu opanowanym przez bojówki Hezbollahu. Amerykańska sekretarz stanu Condoleezza Rice otrzymała zadanie wypracowania, wspólnie ze stroną libańską i izraelską, propozycji rezolucji, którą Rada Bezpieczeństwa ONZ będzie mogła przegłosować w następnym tygodniu. Jednocześnie Bush i Blair wezwali Iran i Syrię – kraje mające duży wpływ na Hezbollah – do uczestnictwa w procesie pokojowym.
Tymczasem Rosja oficjalnie odmówiła uznania Hezbollahu i Hamasu za organizacje terrorystyczne. Minister spraw zagranicznych Rosji Siergiej Ławrow zakwestionował zawarcie jakiegokolwiek porozumienia o wprowadzeniu sił międzynarodowych w rejon konfliktu, bez wyrażenia na to zgody przez Hezbollah.
29 lipca siły izraelskie wycofały się po ciężkich walkach spod Bint Dżubajl, głównej twierdzy Hezbollahu, twierdząc, że ich misja została zakończona. Izrael nie udzielił odpowiedzi na pytanie, czy całkowicie zniszczono bojówki Hezbollahu w mieście. Przedstawiciele izraelskich sił zbrojnych stwierdzili tylko, że nigdy nie było planów całkowitego zajęcia miasta. Planowany odwrót żołnierzy IDF stał się powodem dla ogłoszenia zwycięstwa przez Hezbollah.
Sekretarz stanu Stanów Zjednoczonych Condoleezza Rice rozpoczęła rozmowy w sprawie zakończenia konfliktu od spotkania na obiedzie z premierem Izraela Ehudem Olmertem. Przywódca Hezbollahu Hasan Nasr Allah stwierdził, że wizyta Rice ma służyć narzuceniu Libanowi izraelskiej i amerykańskiej wizji nowego Bliskiego Wschodu. Zapowiedział też kolejne ataki na Izrael.
Izrael odrzucił propozycję ONZ dotyczącą trzydniowego zawieszenia broni w celu udzielenia pomocy ofiarom konfliktu, argumentując, że nie jest to konieczne przy otwartych korytarzach dla pomocy humanitarnej.

### Masakra w Kanie

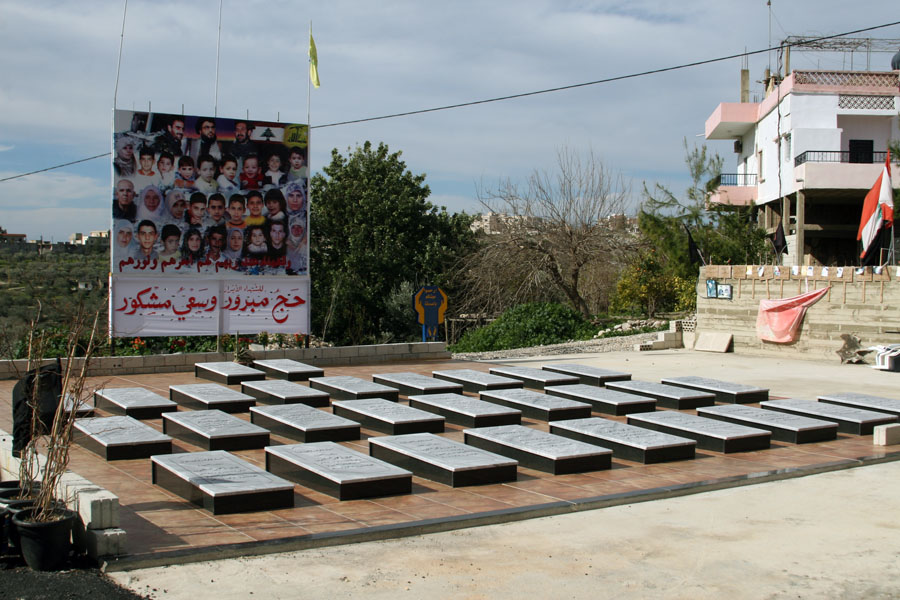
Pomnik w libańskiej Kanie, upamiętniający 28 cywili, którzy zginęli w wyniku izraelskiego nalotu 30 lipca

Przed świtem 30 lipca izraelska bomba trafiła w budynek mieszkalny i zabiła co najmniej 28 cywili (w tym 16 ofiar stanowiły dzieci) w libańskiej miejscowości Kana. Pierwsze doniesienia mówiły o śmierci 60 osób, w tym 37 dzieci. Późniejsze wiadomości informowały jednak o mniejszej liczbie ofiar, choć 13 osób uznano za zaginione. Jak podały władze izraelskie, mieszkańcy byli ostrzegani ulotkami i komunikatami radiowymi o możliwym ataku, a sam budynek nie był celem strategicznym. Po tym bombardowaniu premier Libanu Fouad Siniora oświadczył: 

Powtarzane z uporem, odrażające izraelskie zbrodnie przeciwko naszym cywilnym obywatelom nie złamią woli narodu libańskiego. Tego smutnego ranka można dyskutować jedynie na temat natychmiastowego i bezwarunkowego przerwania ognia oraz międzynarodowego dochodzenia w sprawie izraelskich rzezi trwających teraz w Libanie.

Tuż po ataku na Kanę, Siniora odwołał planowaną wizytę Condoleezzy Rice w Libanie i podziękował Hezbollahowi za jego poświęcenie na rzecz niepodległości i suwerenności Libanu.
Atak był próbą zatrzymania ataków rakietowych katiuszy Hezbollahu na północny Izrael, jakie były wykonywane z okolic Kany przez 2 tygodnie. Izraelscy wojskowi twierdzili, że zgodnie z informacjami uzyskanymi przez nich tuż przed bombardowaniem, budynek miał być pusty. IDF oskarżył Hezbollah o używanie tzw. „ludzkich tarcz”. Zdaniem Cahalu sam budynek znajdował się bardzo blisko terenów, z których prowadzono ostrzał terytorium Izraela.

Ambasador Izraela przy ONZ, Dan Gillerman, przeprosił za atak na Kanę, ale stwierdził także: 

Ci ludzie mogli zginąć za sprawą izraelskiego ognia, ale są ofiarami Hezbollahu. Są ofiarami terroryzmu.

Rankiem 31 lipca rozzłoszczony, kilkutysięczny tłum zebrał się spontanicznie pod siedzibą ONZ w Bejrucie w proteście przeciwko braku stanowczej reakcji ze strony społeczności międzynarodowej na atak na Liban. Część z protestujących wdarła się do środka budynku. Sekretarz generalny ONZ Kofi Annan stwierdził, że wprowadzenie sił stabilizacyjnych do południowego Libanu będzie możliwe dopiero po zaprzestaniu przez Izrael działań wojennych w tym regionie. Tego samego dnia ówczesny wicepremier Izraela Szimon Peres przedstawił warunki zakończenia operacji wojskowej w Libanie. Zgodnie z jego deklaracją, Izrael zaprzestanie użycia siły, kiedy:
- upewni się, że Hezbollah nigdy nie wróci na pogranicze izraelsko-libańskie,
- wypuszczeni zostaną dwaj izraelscy żołnierze schwytani przez Hezbollah 12 lipca,
- powstrzyma Hezbollah od wystrzeliwania rakiet na terytorium Izraela,
- odetnie stacjonujące w Libanie ugrupowania paramilitarne od dostaw broni z Syrii i Iranu,
- uwolni Liban spod kontroli Hezbollahu[107].

### 3-14 sierpnia 2006

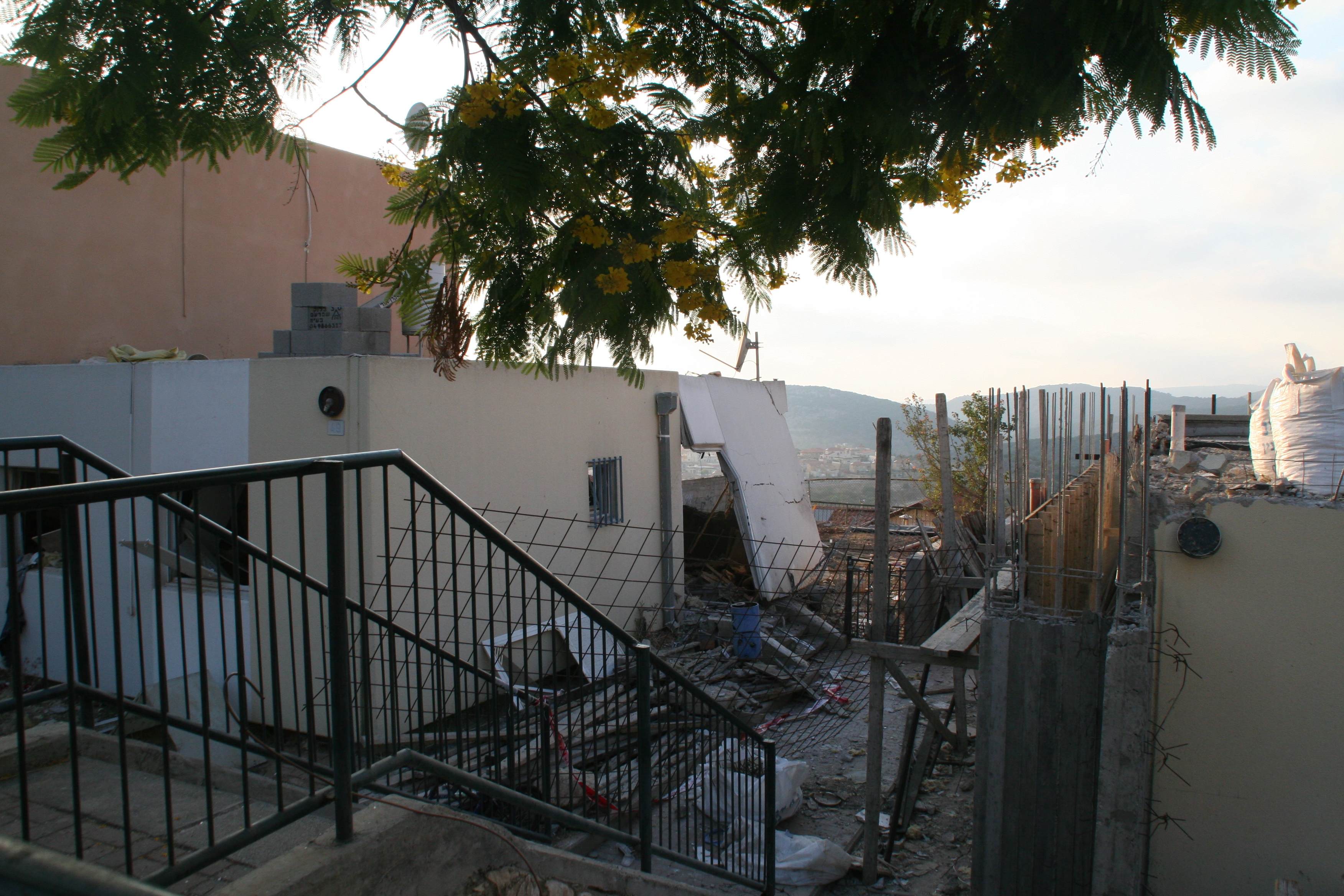
Dom w izraelskim Ma’alot trafiony przez rakietę wystrzeloną przez Hezbollah

3 sierpnia Nasrallah ostrzegł Izrael, że jeśli ten uderzy na Bejrut, wówczas Hezbollah odpowie akcją przeciwko Tel Awiwowi. Stwierdził także, że Hezbollah wstrzyma ostrzał rakietowy, ale tylko pod warunkiem zaprzestania izraelskich bombardowań libańskich miast i wiosek. Następnego dnia na celownikach izraelskich samolotów znalazły się południowe przedmieścia Bejrutu. W odpowiedzi na to Hezbollah wystrzelił rakiety w okolice Hadery.
4 sierpnia izraelskie siły powietrzne zaatakowały budynek w al-Qaa, położonym 10 km od Al-Hirmil w libańskiej dolinie Bekaa. Zginęły 33 osoby – pracownicy tamtejszego gospodarstwa rolnego. Następnego dnia izraelscy komandosi przeprowadzili nocny rajd na miasto Tyr.
6 sierpnia 12 rezerwistów armii izraelskiej, odpoczywających niedaleko granicy libańskiej, zginęło w wyniku wybuchu spowodowanego przez rakietę Hezbollahu. Ponadto 3 cywili izraelskich zginęło tego dnia podczas ataku na port w Hajfie. Nazajutrz izraelskie lotnictwo wojskowe zaatakowało bejruckie przedmieścia Shiyyah. Zniszczono wówczas trzy apartamentowce. Zginęło co najmniej 50 osób.
9 sierpnia 9 izraelskich żołnierzy zostało zabitych, gdy budynek w którym szukali schronienia został trafiony przez rakietę przeciwpancerną wystrzeloną przez Hezbollah.
12 sierpnia zginęło 24 żołnierzy IDF. Były to największe straty w tym konflikcie, jakie poniosła armia izraelska w ciągu jednego dnia. Pięciu spośród zabitych żołnierzy zginęło, gdy Hezbollahowi udało się strącić izraelski śmigłowiec. Stwierdził on, że helikopter został trafiony rakietą Waad. Tego samego dnia IDF rozpoczął ofensywę w kierunku rzeki Litani, znajdującej się w południowym Libanie. W ciągu dwóch dni siły izraelskie w tym regionie niemal potroiły swą liczebność.
Dwa dni później izraelskie lotnictwo poinformowało, że udało mu się zabić dowódcę sił specjalnych Hezbollahu, którego zidentyfikowało jako Sajeda Dewayera. Hezbollah zaprzeczył tym doniesieniom. 80 minut przed wejściem w życie zawieszenia broni, IDF namierzył grupę Palestyńczyków w obozie dla uchodźców Ain al-Hilweh w Sydonie. W wyniku ataku zginął członek Agencji Narodów Zjednoczonych dla Pomocy Uchodźcom Palestyńskim na Bliskim Wschodzie (UNRWA), Abdel Saghir.

### Zawieszenie broni
Negocjowane warunki zawieszenia broni pomiędzy walczącymi stronami zmieniały się kilkakrotnie w trakcie trwania konfliktu. Hezbollah pragnął bezwarunkowego zawieszenia broni, podczas gdy Izrael stawiał warunki jego wprowadzenia – głównie uwolnienia dwóch uprowadzonych żołnierzy. Liban kilkakrotnie wzywał ONZ do ogłoszenia natychmiastowego, bezwarunkowego zawieszenia broni pomiędzy walczącymi stronami. Były amerykański ambasador przy ONZ John R. Bolton w marcu 2007 stwierdził jednak, że zarówno USA, jak i Wielka Brytania, działające z poparciem kilku arabskich przywódców, dążyły do opóźnienia wprowadzenia zawieszenia broni. Sytuacja ta zmieniła się, gdy okazało się, że Hezbollah nie zostanie szybko pokonany.
11 sierpnia Rada Bezpieczeństwa ONZ jednogłośnie przyjęła rezolucję 1701, której celem było zakończenie konfliktu. Została ona zaakceptowana przez rząd libański i Hezbollah 12 sierpnia, a przez izraelską radę ministrów 13 sierpnia 2006. Zawieszenie broni weszło w życie 14 sierpnia o 8:00 rano. Rezolucja wzywała do rozbrojenia Hezbollahu, wycofania wojsk izraelskich z Libanu i wprowadzenie na ich miejsce armii libańskiej oraz powiększenia oddziałów UNIFIL w południowej części tego Libanu. Oddziały libańskie wkroczyły tam 17 sierpnia 2006. Blokada Libanu została zniesiona 8 września 2006.
Tuż przed wejściem w życie zawieszenia broni, członkowie rządu libańskiego z Hezbollahu stwierdzili, że ich bojówki znajdujące się na południe od rzeki Litani nie rozbroją się, podczas gdy inni liderzy organizacji otwarcie mówili o tym, że ich oddziały stacjonujące na południu nie będą oddawać broni. Izrael oświadczył, że zatrzyma wycofywanie swoich wojsk z południowego Libanu, jeśli armia libańska nie zostanie tam rozlokowana w przeciągu kilku dni.

## Straty

### Ofiary

#### Libańscy cywile
Dokładna liczba zabitych podczas konfliktu libańskich cywili trudna jest do ustalenia, ponieważ większość publikowanych na ten temat informacji nie uwzględnia rozróżnienia pomiędzy cywilami a bojownikami Hezbollahu, włączając w to te pochodzące od rządu Libanu. Ponadto wielu członków Hezbollahu nie nosiło mundurów wojskowych, ani jakichkolwiek innych uniformów. Jednakże, duża liczba doniesień stwierdza, że większość zabitych Libańczyków była cywilami, a UNICEF ocenia, że ok. 30% z nich stanowiły dzieci poniżej 13 roku życia.
Libańska policja i tamtejsze ministerstwo zdrowia, badając doniesienia szpitali i lokalnych władz, a także liczbę wystawionych świadectw zgonu oraz zeznania naocznych świadków oceniła, że śmierć poniosło 1123 osoby – 37 żołnierzy i policjantów, 894 zidentyfikowanych ofiar i 192 nierozpoznane osoby. Lebanon Higher Relief Council (HRC) podał liczbę 1191 Libańczyków zabitych podczas konfliktu. Associated Press informowała natomiast o 1035 ofiarach. W lutym 2007 Los Angeles Times poinformował, że co najmniej 800 Libańczyków zginęło podczas walk. Inne artykuły określały tę liczbę na co najmniej 850 osób. Encyklopedia Encarta stwierdziła w artykule poświęconym Izraelowi, że liczba ofiar oceniana jest na 850-1200 osób, jednocześnie podając liczbę ponad 1200 ofiar w artykule o Libanie.
HRC oceniała liczbę rannych Libańczyków na 4409, 15% z nich stało się na stałe osobami niepełnosprawnymi.
Szacunki odnoszące się do liczby ofiar nie uwzględniają Libańczyków którzy zginęli od czasu zakończenia walk w wyniku eksplozji min przeciwpiechotnych czy niewypałów izraelskich bomb kasetowych. Od tego czasu śmierć poniosło 29 osób, a rannych zostało 215 Libańczyków – w tym 90 dzieci.

#### Hezbollah
Liczba ofiar po stronie Hezbollahu trudna jest do ustalenia, różne informacje mówią o 250-1000 zabitych. Przywódcy Hezbollahu twierdzili, że Izraelczycy zabili 250 bojowników, podczas gdy IDF oceniały, że udało mu się zabić 600 członków Hezbollahu. W oficjalnych danych ONZ pojawiła się informacja, że zabito 500 bojowników Hezbollahu, a libański rząd określił liczbę ofiar po tej stronie jako do 500. Raport amerykańskiej prywatnej agencji wywiadowczej Stratfor ocenił liczbę ofiar wśród bojowników Hezbollahu na więcej niż 700, a brytyjski historyk wojskowości John Keegan – na być może nawet 1000, choć swoich szacunków nie oparł na żadnym wiarygodnym źródle.

#### Armia izraelska
Liczby mówiące o stratach armii izraelskiej podczas konfliktu to od 116 do 120 żołnierzy. Izraelskie ministerstwo spraw zagranicznych podało dwie różne liczby – 117 i 119 zabitych – ta druga została powiększona o osoby, które zmarły na skutek poniesionych ran. Dane te nie są kompletne, ponieważ nie uwzględniają dwóch żołnierzy IDF uprowadzonych w Zarit na początku konfliktu – ich los pozostawał nieznany aż do wymiany ich ciał na libańskich więźniów, do której doszło w 2008.

#### Izraelscy cywile
Większość cywilnych Izraelczyków zamieszkujących północ Izraela opuściło ten region w trakcie konfliktu lub przez dużą jego część przebywało w schronach przeciwrakietowych. Rakiety Hezbollahu zabiły 43 izraelskich cywilów, włączając w to tych, którzy zmarli na ataki serca będące skutkami ataków. Dodatkowo, 4262 osoby zostały ranne – 33 poważnie, 68 średnio ciężko, 1388 lekko a 2773 Izraelczyków poddano leczeniu psychologicznemu. Jak stwierdziło Human Rights Watch: 

Te bomby zabiły „tylko” 43 cywili, ale mówi to więcej o dostępności systemu ostrzegawczego i schronów przeciwbombowych w północnym Izraelu i ewakuacji ponad 350 tys. osób, niż o intencjach Hezbollahu.

### Straty materialne

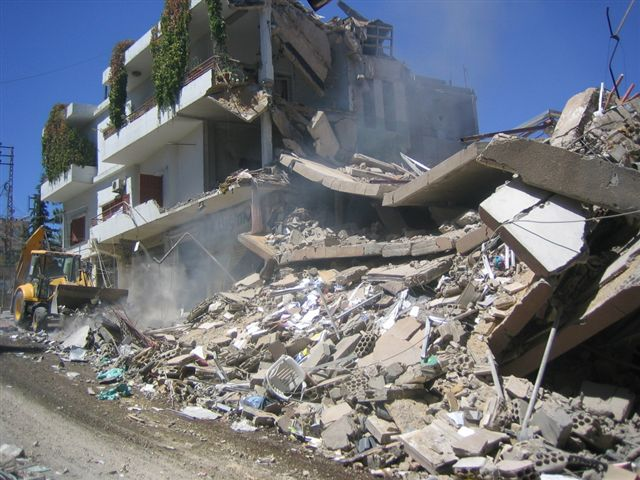
Zniszczone domy w Baalbek

W trakcie konfliktu izraelskie lotnictwo wykonało ponad 12 tys. lotów bojowych, marynarka wojenna Izraela wystrzeliła ok. 2,5 tys. pocisków, a siły lądowe tego państwa zużyły ponad 100 tys. nabojów. Spora część libańskiej infrastruktury cywilnej została zniszczona, włączając w to 640 km dróg, 73 mosty i 31 innych obiektów (takich jak lotnisko w Bejrucie, porty, oczyszczalnie ścieków i elektrownie), 25 stacji paliw, 900 obiektów handlowych, do 350 szkół, 2 szpitale i 15 tys. domów. Ok. 130 tys. budynków mieszkalnych zostało uszkodzonych.
Ówczesny izraelski minister obrony Amir Perec przed rozpoczęciem konfliktu polecił dowództwu armii przygotowanie planu ochrony izraelskich cywilów. Milion Izraelczyków musiało przez całą wojnę pozostawać w bezpośrednim pobliżu schronów bombowych, a ok. 250 osób mieszkających na północy Izraela ewakuowano i tymczasowo rozlokowano w innych częściach Izraela.
W czasie trwania konfliktu Hezbollah wystrzelił (według różnych danych) od 3970 do 4228 rakiet. 95% z nich stanowiły pociski do wyrzutni Katiusza o kalibrze 122 mm, przenoszące głowice ważące do 30 kg, o zasięgu do 30 km. Ok. 23% spośród nich trafiło w tereny zabudowane, głównie w obiekty cywilne. Rakiety spadły m.in. na Hajfę, Haderę, Nazaret, Tyberiadę, Naharijję, Safed, Szagor, Afulę, Kirjat Szemona, Bet Sze’an, Karmiel i Ma’alot, na dziesiątki kibuców, moszawów oraz na arabskie i druzyjskie wioski, a także na tereny Zachodniego Brzegu Jordanu. Hezbollah zaangażował się także w walki partyzanckie z IDF, atakując z dobrze ufortyfikowanych pozycji. Ataki małych, dobrze uzbrojonych oddziałów sprawiały wiele problemów izraelskiej armii, zwłaszcza ze względu na używanie przez nie nowoczesnych rakiet przeciwczołgowych ATGM produkcji rosyjskiej. Uszkodzone zostały 52 izraelskie czołgi Merkawa (45 z nich przez różne rodzaje ATGM), rakiety trafiły w 22 czołgi, ale tylko 5 zostało zupełnie zniszczonych (2 z nich przez ładunki wybuchowe). Hezbollah spowodował również dodatkowe straty w ludziach, burząc czasem, przy pomocy ATGM, budynki, w których ukrywali się izraelscy żołnierze.

#### Zniszczenia środowiska naturalnego i miejsc światowego dziedzictwa kulturalnego

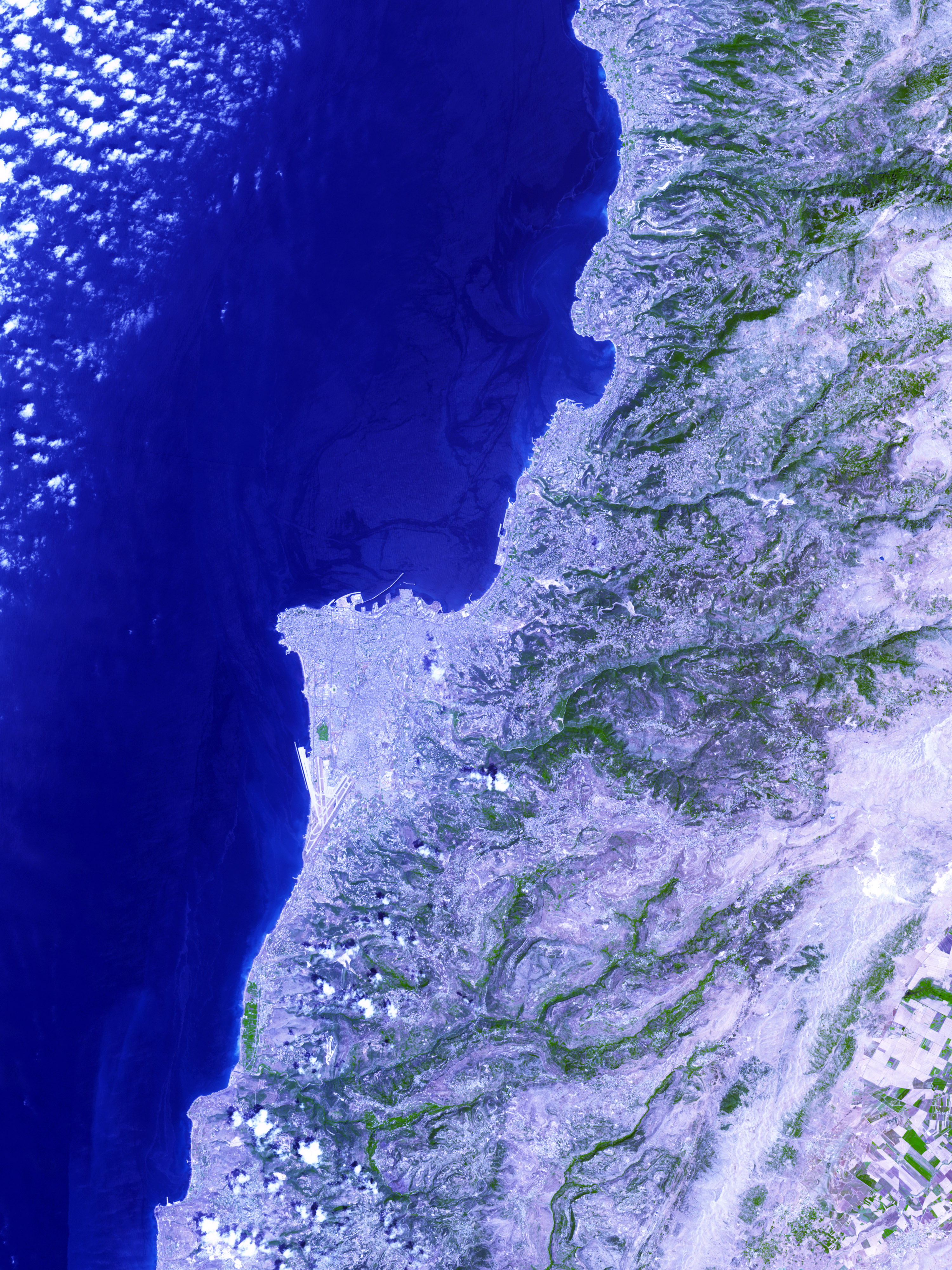
Zdjęcie satelitarne wybrzeży Libanu wykonane przez NASA 10 sierpnia 2006. Wyciek ropy, spowodowany przez atak izraelskiego lotnictwa na elektrownię cieplną w Al-Dżijja, widoczny jako ciemnobrązowe plamy.

13 i 15 lipca 2006 izraelskie lotnictwo zbombardowało elektrownię cieplną w Al-Dżijja, 30 km na południe od Bejrutu. Spowodowało to największy w historii wyciek ropy naftowej do Morza Śródziemnego. Z uszkodzonych zbiorników wydostało się 12-15 tys. ton tej substancji. Plama powstała na powierzchni morza miała szerokość 10 km, pokryła 170 km linii brzegowej, zagrażając wybrzeżom Turcji i Cypru. Ropa spowodowała śmierć wielu zwierząt, w tym bliskich wyginięcia w Morzu Śródziemnym tuńczyków błękitnopłetwych i zagroziła siedliskom zagrożonych wymarciem żółwi zielonych. Może ona także wpłynąć na wzrost zachorowań na raka ludzi zamieszkujących wybrzeże libańskie. Ponadto 25 tys. ton ropy spłonęło w miejscu bombardowania, przez co powstała toksyczna chmura. Libański rząd ocenił, że całkowite usunięcie efektów tej katastrofy ekologicznej zajmie 10 lat. ONZ wskazała, że koszt tego przedsięwzięcia to ok. 64 mln dolarów.
Ataki rakietowe Hezbollahu wywołały szereg pożarów lasów na północy Izraela, zwłaszcza w okolicach miasta Kirjat Szemona. Ok. 67 km² izraelskiego terytorium, włączając w to lasy i pola uprawne, zostało zniszczone w wyniku ataków Hezbollahu. Jewish National Fund ocenił, że regeneracja zniszczonych lasów zajmie 50-60 lat.
Izraelskie bombardowania poczyniły znaczne straty w miejscach wpisanych na listę światowego dziedzictwa UNESCO, znajdujących się w Tyrze i Byblos. W tym pierwszym mieście zniszczeniu uległ rzymski grobowiec i starożytny fresk. W Byblos uszkodzona została średniowieczna wieża, a ruiny z okresu weneckiego znajdujące się niedaleko portu uległy trudnym do usunięcia zabrudzeniom pod wpływem ropy naftowej. Uszkodzeniom uległy także pozostałości po starożytnych zabudowaniach w Bint Dżubajl i Chamaa oraz świątynia Bachusa w Baalbeku.

### Wpływ konfliktu na gospodarki Libanu i Izraela
Wojna miała ogromny, negatywny wpływ na stan libańskiej gospodarki. Oficjalne dane mówiły o spadku wskaźnika wzrostu gospodarczego tego państwa z +6% do –5% i stratach w wysokości 5 mld dolarów (co stanowi ok. 22% rocznego PKB Libanu). W przypadku Izraela zostały one oszacowane na 3,5 mld dolarów, a wskaźnik poziomu wzrostu gospodarczego państwa żydowskiego obniżył się o 0,9%.

## Reakcje międzynarodowe
Konflikt wywołał międzynarodowe obawy przed jego eskalacją. Krytykowano i wspierano tak Izrael, jak i Hezbollah. Rządy Stanów Zjednoczonych, Wielkiej Brytanii, Niemiec, Australii i Kanady podkreślały prawo Izraela do obrony. USA zgodziły się na dostawy bomb o precyzyjnym naprowadzaniu, ale nie ogłosiły publicznie tej decyzji. Prezydent George W. Bush określił konflikt jako część tzw. wojny z terroryzmem. 20 czerwca 2006 Kongres Stanów Zjednoczonych przytłaczającą większością głosów poparł uchwałę mówiącą o prawie Izraela do obrony.
Pośród krajów i organizacji regionu, Iran, Syria i Jemen zdecydowanie poparły Hezbollah, podczas gdy Liga Arabska, Egipt i Jordania wydały oświadczenia krytykujące działania tej organizacji i zadeklarowały poparcie dla Libanu. Arabia Saudyjska obarczyła Hezbollah całą winą za wybuch konfliktu. Egipt, Jordania, Kuwejt, Irak, Autonomia Palestyńska, Zjednoczone Emiraty Arabskie i Bahrajn zgodziły się z twierdzeniem saudyjskim, że działania Hezbollahu były nieoczekiwane, nieproporcjonalne i nieodpowiedzialne.
W trakcie konfliktu na całym świecie miało miejsce wiele demonstracji na rzecz wprowadzenia natychmiastowego zawieszenia broni i wyrażających protest przeciwko ofiarom cywilnym po obu stronach. Odbyło się także wiele wieców poparcia – tak dla Libanu, jak i Izraela. W gazetach pojawiały się kampanie dotyczące zbiórek pieniędzy na rzecz ofiar, a w internecie – petycje poparcia lub potępienia wobec poszczególnych stron konfliktu.
Rządy wielu krajów (m.in. Polski) przeprowadziły ewakuacje swoich obywateli ze strefy konfliktu i zagrożonych skutkami działań wojennych.

## Oceny konfliktu
Po wejściu w życie narzuconego przez ONZ zawieszenia broni, pojawiły się różne oceny zakończonego konfliktu. Iran i Syria ogłosiły zwycięstwo Hezbollahu, podczas gdy Izrael i USA wydały oświadczenia mówiące o przegranej bojowników tej szyickiej organizacji.

### Reakcje w Libanie

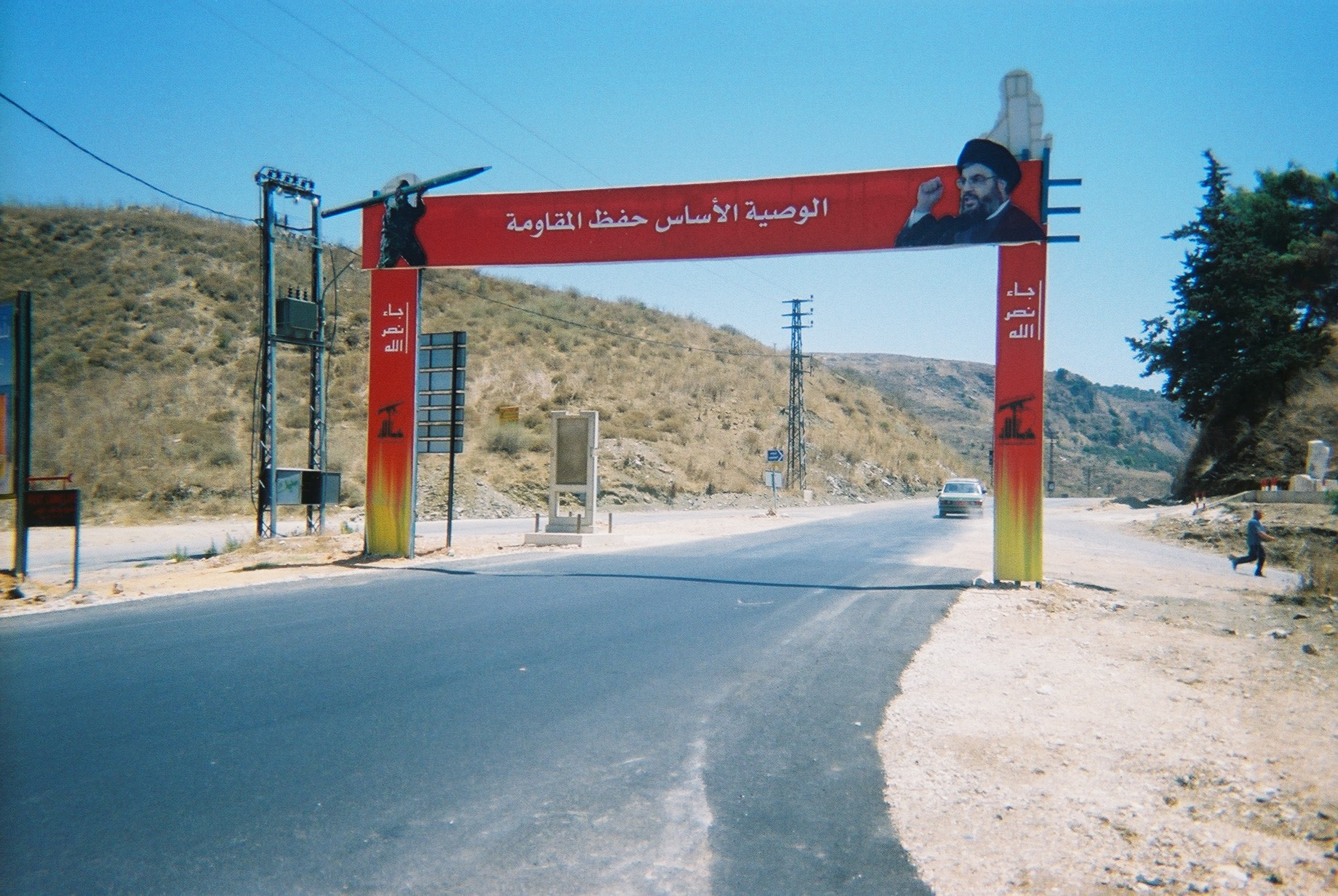
Brama wybudowana w południowym Libanie, niedaleko rzeki Litani, po konflikcie z lata 2006 r. – widoczne są wizerunki Hassana Nasrallaha i rakiet Hezbollahu

27 sierpnia 2006 Hasan Nasr Allah przeprosił naród libański za incydent, który rozpoczął wojnę. Gdybyśmy wiedzieli, że wzięcie w niewolę żołnierzy doprowadzi do tego, zdecydowanie nie zrobilibyśmy tego. 22 września 8 tys. zwolenników Hezbollahu wzięło udział w zorganizowanym w Bejrucie „pochodzie zwycięstwa”, podczas którego stwierdził, że Hezbollah świętuje „strategiczne zwycięstwo”.
Wojna wywołała silny niepokój pośród Libańczyków, czego skutkiem okazało się zwiększenie chęci emigracji z Libanu. Ponad 1/5 szyitów, 1/4 sunnitów i niemal połowa maronitów wyraża pragnienie opuszczenia Libanu. Prawie 1/3 maronitów złożyła już podania o wizę do ambasad innych państw, a do kwietnia 2007 Liban opuściło ok. 60 tys. chrześcijan. Obawiali się oni wzrostu zagrożenia ze strony radykalnego islamu oraz potencjalnego współzawodnictwa szyitów z sunnitami.

### Reakcje w Izraelu

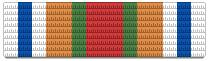
Izraelska baretka za udział w II wojnie libańskiej

Tuż po zakończeniu konfliktu, w sondażu przeprowadzonym przez jedną ze stacji radiowych, Izraelczycy wypowiedzieli się, kto ich zdaniem zwyciężył w wojnie. Większość z nich orzekła, że nikt nie odniósł zwycięstwa.
Izraelski premier Ehud Olmert przyznał w Knesecie, że podczas działań zbrojnych popełniono błędy, ale dodał także, że dzięki wojnie zmienił się regionalny układ sił. Izraelski szef sztabu gen. Dan Chaluc przyznał, że Izrael poniósł szereg porażek podczas konfliktu. 15 sierpnia izraelski rząd wezwał Halutza do złożenia rezygnacji z zajmowanego stanowiska w związku ze skandalem, jaki wywołało przyznanie się wojskowego do sprzedania przez niego posiadanych akcji giełdowych tuż przed rozpoczęciem izraelskiej ofensywy. 17 stycznia 2007 Halutz zrezygnował ze stanowiska szefa sztabu generalnego izraelskich sił zbrojnych.
21 sierpnia 2006 grupa złożona ze zdemobilizowanych izraelskich rezerwistów oraz rodziców żołnierzy zabitych podczas konfliktu wezwała Olmerta do rezygnacji i powołania komisji śledczej mającej zbadać nieprawidłowości, jakie ich zdaniem miały miejsce podczas wojny. Rozpoczęli oni protest przed gmachem Knesetu, rozbiwszy przed nim namiot. 25 sierpnia grupa miała już ponad 2 tys. członków, włączając w to wpływowy Ruch na Rzecz Dobrego Rządu. 28 sierpnia Olmert poinformował, że nie powstanie jedna komisja śledcza, ale dwie mniejsze. Pierwsza z nich zajęła się sprawami związanymi z działalnością polityków przed i podczas konfliktu, druga – poczynaniami wojskowych. Postanowiono, że na ich czele staną – odpowiednio – były dyrektor Mosadu Nahum Admoni i były szef sztabu generalnego IDF Amnon Lipkin-Szachak. 11 października zadecydowano, że Admoniego zastąpi emerytowany sędzia Elijjahu Winograd, a status jego zespołu zostanie podwyższony – organ stał się oficjalną rządową komisją.
Pod koniec września 2006, Ilan Harari, główny oficer edukacyjny IDF, oświadczył podczas jednej z konferencji wojskowych, że Izrael przegrał wojnę. Harari stał się tym samym pierwszym wysokim oficerem izraelskim służby czynnej, który publicznie wyraził taką opinię. Jego śladem wkrótce podążył 4 października 2006 generał-major Yiftah Ron-Tal, który jednocześnie wezwał Halutza do rezygnacji. Wkrótce potem został on za to zwolniony z wojska. Hezbollah wykorzystał doniesienia o tych wydarzeniach w Izraelu, wydając kolejne komunikaty o swym zwycięstwie.
W marcu 2007 izraelski ministerialny komitet do spraw symboli i ceremoniału zdecydował, pod naciskiem rodzin poległych żołnierzy, o oficjalnym uznaniu konfliktu w południowym Libanie za wojnę. Dwa dni później komitet nadał jej nazwę „II wojna libańska”. Decyzja ta została zaaprobowana przez izraelski rząd.

#### Raport komisji Winograda
W raporcie komisji Winograda konflikt z Libanem określony został jako zaprzepaszczona szansa. Jak napisano w dokumencie, Izrael rozpoczął długą wojnę, która zakończyła się bez jednoznacznego militarnego zwycięstwa. Według twórców raportu: 

Paramilitarna organizacja złożona z kilku tysięcy ludzi stawiała opór, przez kilka tygodni, najsilniejszej armii na Bliskim Wschodzie, która cieszyła się pełnym panowaniem w powietrzu oraz przewagą liczebną i technologiczną.

Ponadto komisja zauważyła, że ataki rakietowe Hezbollahu były przeprowadzane przez cały okres konfliktu, a IDF nie udzielił żadnej efektywnej odpowiedzi na te działania. Skrytykowano zbyt późną ofensywę lądową armii izraelskiej: Nie osiągnęła ona celów militarnych i nie została zakończona.

W raporcie można przeczytać także, że reakcja na porwanie przez Hezbollah dwóch izraelskich żołnierzy musiała być wyborem pomiędzy 

a) krótkim, bolesnym i nieoczekiwanym ciosem w Hezbollah (...), b) działaniem mającym przynieść znaczącą zmianę w rzeczywistości południowego Libanu, z dużą lądową operacją, (...) [okupacją] południa Libanu i oczyszczeniem go [z Hezbollahu]. (...) Fakt, że Izrael wyruszył na wojnę przed zadecydowaniem, którą opcję wybrać, przy braku strategii zakończenia konfliktu, wskazuje na znaczne nieprawidłowości w procesie decyzyjnym.

Przy tak opisanych niedociągnięciach, komisja zauważyła, że rezolucja 1701 RB ONZ i jej jednogłośne przyjęcie, były sukcesem Izraela.

### Oceny konfliktu w innych krajach

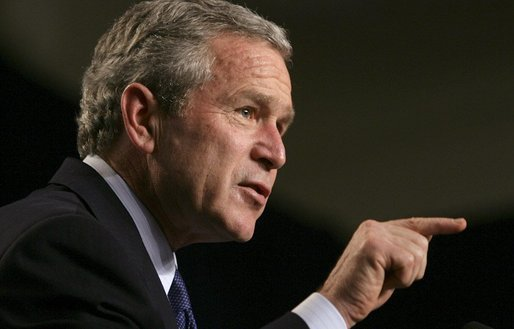
Tuż po zakończeniu konfliktu prezydent USA George W. Bush stwierdził, że Hezbolah przegrał wojnę, a na południu Libanu pojawi się nowa siła

Mówiąc o rezultatach zakończonego konfliktu, prezydent USA George W. Bush obarczył Hezbollah całą winą za jego rozpętanie. Powiedział także, że organizacja ta przegrała wojnę. Bush oskarżył także Iran i Syrię o sponsorowanie Hezbollahu: 

Odpowiedzialność za cierpienia narodu libańskiego spoczywa także na sponsorach Hezbollahu, Iranie i Syrii. Reżim w Iranie wspiera Hezbollah finansowo, dostarcza mu broń i szkoli bojowników. Iran stwierdził jasno, że dąży do zniszczenia Izraela. Możemy tylko sobie wyobrażać, jak bardzo groźny byłby ten konflikt, gdyby Iran posiadał broń nuklearną, do której zdobycia dąży. Syria jest kolejnym państwowym sponsorem Hezbollahu. Pozwala ona na przewożenie irańskiej broni przez swoje terytorium do Libanu. Zezwala także liderom Hezbollahu na działanie w Damaszku i udziela politycznego wsparcia sprawie Hezbollahu. Syria wspiera Hezbollah, ponieważ pragnie osłabić pozycję demokratycznego libańskiego rządu i odzyskać utraconą dominującą pozycję w Libanie.

Prezydent USA odrzucił także twierdzenia liderów Hezbollahu, którzy obwieścili zwycięstwo swej organizacji: 

Jak możecie ogłaszać zwycięstwo, skoro byliście państwem w państwie, bezpiecznym w południowym Libanie, a teraz zostaniecie zastąpieni przez libańską armię i siły międzynarodowe?

Historyk wojskowości Matt M. Matthews pochwalił bojowników Hezbollahu za ich postawę podczas konfliktu i skrytykował Izrael za brak żywotności działań IDF. Podobnego zdania był pułkownik Timothy R. Reese, który stwierdził, że wynik wojny był, w najlepszym przypadku, patem dla Izraela
W przemówieniu wygłoszonym 15 sierpnia 2006, prezydent Syrii Baszszar al-Asad oświadczył, że opór wobec Izraela będzie rósł, mówiąc: Wasze bronie, samoloty, rakiety i nawet wasza bomba atomowa nie ochroni was w przyszłości.
Pod koniec kwietnia 2007 Financial Times poinformował, że władze USA, pragnąc ograniczyć turecką odpowiedź na ataki kurdyjskie, opisując działania podjęte w podobnych okolicznościach przez Izrael jako „strategiczną przegraną”, która nie zdołała doprowadzić do realizacji celów militarnych, przyniosła powszechne potępienie i naruszyła mit niezwyciężonej izraelskiej armii.
Brytyjski historyk wojskowości John Keegan stwierdził, że w jego przekonaniu, oceniając wynik wojny, często niesłusznie określa się go jako porażkę Izraela. Jego zdaniem spowodowane jest to stronniczością mediów, nieprzychylnych państwu żydowskiemu.

## Doniesienia, podejrzenia i oskarżenia o popełnienie zbrodni wojennych
Podczas i po zakończeniu konfliktu, różne osoby i instytucje oskarżały Izrael i Hezbollah o popełnienie zbrodni wojennych. Oskarżenia mówiły o celowych atakach na cywilów i infrastrukturę cywilną, stosowanie nieproporcjonalnych środków, używanie tzw. „ludzkich tarcz” i stosowanie broni zakazanych prawem międzynarodowym. Pomimo tego, żadnej ze stron nie postawiono oficjalnych zarzutów.
Na początku konfliktu Amnesty International wezwała Hezbollah i Izrael do zaprzestania ataków na cywilów i skrytykowała ataki przeprowadzone przez izraelskie lotnictwo, których celem były wioski i infrastruktura w południowym Libanie. Organizacja ta także oskarżyła IDF o używanie bomb zawierających biały fosfor. Human Rights Watch stwierdziła natomiast, że obie strony podczas działań zbrojnych nie odróżniały cywilów od żołnierzy i bojowników, naruszając w ten sposób prawo rządzące konfliktami zbrojnymi i popełniając zbrodnię wojenną. Peter Bouckaerts z HRW wskazał także, że Hezbollah bezpośrednio mierzył w cywilów... ich celem jest zabijanie izraelskich cywilów. HRW skrytykowała także Hezbollah za używanie niesterowanych rakiet katiusza, a Izrael za stosowanie bomb kasetowych – w obu przypadkach zbyt blisko terenów zamieszkanych przez cywilów, co sugeruje, że zostało to uczynione celowo. Szef pomocy humanitarnej ONZ, Jan Egeland, powiedział, że odpowiedź Izraela na ataki ze strony Hezbollahu stanowiła naruszenie międzynarodowego prawa humanitarnego, a zachowanie bojowników tej organizacji opisał jako tchórzliwe ukrywanie się (...) pomiędzy kobietami i dziećmi.
Izrael bronił się przed zarzutami, informując, że starał się zminimalizować straty pośród cywilów, rozrzucając przed atakami ulotki wzywające ich do ewakuacji, ale Hezbollah magazynował broń i przeprowadzał ataki rakietowe z terenów zamieszkanych przez cywilów, co czyniło z nich uprawnione cele dla bombardowań. Miał on również używać cywilów jako „żywe tarcze”. Amnesty International i Human Rights Watch opisały przypadki, gdy Hezbollah wystrzeliwał rakiety i składował broń na gęsto zaludnionych obszarach oraz rozmieszczał swe siły w cywilnych regionach, jednakże obie organizacje stwierdziły, że nie stanowi to dowodu na używanie „ludzkich tarcz” przez bojowników. Zdaniem przedstawicieli HRW, w czasie wojny IDF uderzył w dużą liczbę prywatnych domów cywilnych członków Hezbollahu, jak również cywilnych instytucji organizacji, takich jak szkoły, agencje społeczne, banki, sklepy i biura polityczne. Izrael utrzymywał jednak, że cywilna infrastruktura była zajęta przez Hezbollah i używana w celach bojowych. Pomimo tego Amnesty International potępiła niszczenie całych cywilnych obszarów i wiosek przez ataki IDF, bombardowania mostów niemających wartości strategicznej i infrastruktury niezbędnej dla przetrwania cywilnej populacji. Zdaniem jej przedstawicieli, izraelskie działania sugerowały uprawianie polityki karania zarówno libańskiego rządu, jak i cywilnej populacji.
Zdjęcia pozyskane m.in. przez Sunday Herald Sun pokazują Hezbollah używający wysoko zaludnionych obszarów jako miejsc wystrzeliwania rakiet i stacjonowania broni dużego kalibru. Noszący cywilne ubrania, co umożliwia im szybkie zniknięcie, bojownicy noszą karabiny maszynowe i jeżdżą samochodami z zamontowanymi działami.
24 lipca 2007 gazeta Ha-Arec podała, że oficjalne śledztwo izraelskie odnośnie do wojny zbada także oskarżenia, że IDF dopuścił się zbrodni wojennych podczas walk ostatniego lata.
6 września 2007 organizacja Human Rights Watch w swym raporcie stwierdziła, że większość cywilnych ofiar w Libanie była skutkiem ataków IDF nie rozróżniających cywilów od bojowników, a izraelskie lotnictwo bombardowało także pojazdy wiozące ewakuowanych cywilów. Tuż przed wydaniem raportu, HRW oświadczyła, że twierdzenia rządu izraelskiego, jakoby ofiary cywilne były efektem stosowania przez Hezbollah „ludzkich tarcz”, są pozbawione podstaw. Dyrektor zarządzający organizacji Kenneth Roth stwierdził, że rzadko zdarzały się sytuacje, w których bojownicy operowali w gęsto zaludnionych obszarach. Wręcz przeciwnie, po rozpoczęciu wojny, większość wojskowych funkcjonariuszy Hezbollahu opuściło wioski – powiedział. Większość zbrojnej aktywności Hezbollahu miała miejsce na przygotowanych wcześniej stanowiskach poza libańskimi wioskami na wzgórzach i w dolinach wokół nich. Roth dodał także, że Bojownicy Hezbollahu często nie nosili na wierzchu broni ani nie chodzili w mundurach, co czyniło z nich trudny cel do identyfikacji. Ale to nie tłumaczy niemożności IDF co do odróżniania pomiędzy cywilami a bojownikami, a także w razie wątpliwości, traktowania danej osoby jako cywila, co nakazuje prawo wojenne.
30 stycznia 2008 w raporcie izraelskiej komisji rządowej powołanej w celu zbadania różnych aspektów wojny (Komisja Winograda), stwierdzono, że Izrael musi zastanowić się nad używaniem bomb kasetowych w przyszłości, ponieważ obecny sposób ich stosowania nie jest dostosowany do prawa międzynarodowego.

## Kontrowersje związane z mediami
W trakcie konfliktu media i poszczególni dziennikarze kilkakrotnie dopuścili się zniekształceń w opisie przebiegu wydarzeń na korzyść Hezbollahu. Przybierało to postać np. manipulacji fotografiami – m.in. retuszowaniem ich bądź opatrywaniem nieprawdziwymi i mylnymi podpisami.
18 lipca członek Hezbollahu odpowiedzialny za kontakty organizacji z prasą zabrał reportera CNN Nica Robertsona na objazd południowych dzielnic Bejrutu. Robertson zanotował, że pomimo strachu przed nalotami, Hezbollah ma doskonałe relacje z mediami i kontroluje sytuację. Organizacja ta zadecydowała, gdzie zawiezie dziennikarza, a on sam z pewnością nie miał czasu na wejście do domu, podniesienie kamieni z gruzów i sprawdzenie, co jest pod nimi. Jak pisał Robertson, nie było wątpliwości, że bomby uderzały w budynki Hezbollahu, wydawało się, że było dużo strat cywilnych, ale nie był on w stanie zweryfikować tego, czy zniszczone domy rzeczywiście były używane tylko w celach cywilnych.
Nieco inne spostrzeżenia zanotował inny dziennikarz CNN, Charlie Moore, który wziął udział w zorganizowanym przez Hezbollah 23 lipca 2006 objeździe zbombardowanych terenów w południowym Bejrucie. Jak stwierdził, jego „opiekunowie” kłamali odnośnie do natury zniszczonych obszarów, a także wymagali ścisłego przestrzegania wydawanych przez siebie nakazów odnośnie do kiedy i z kim mają być przeprowadzane wywiady.
Reporter telewizyjny CNN John Roberts, który relacjonował przebieg walk z izraelskiego stanowiska artyleryjskiego na granicy z Libanem, stwierdził 23 lipca 2006, że należy podchodzić z rezerwą do wszystkich wiadomości przekazywanych zarówno przez IDF, jak i Hezbollah. Jako przykład podał doniesienia o celowych atakach na cywilów, pochodzące od obu stron konfliktu, których nie był w stanie samodzielnie zweryfikować.
Na początku sierpnia 2007 Agencja Reutera wycofała ze swych zasobów ponad 900 zdjęć wykonanych przez libańskiego fotoreportera Adnana Hajja, tuż po tym, jak przyznał się on do komputerowego retuszu części fotografii. Hajj dokonał manipulacji co najmniej dwóch zdjęć przedstawiających konflikt izraelsko-libański. Do fotografii panoramy płonącego Bejrutu z 5 sierpnia dodał za pomocą programu graficznego Adobe Photoshop więcej dymu, a przy opisie zdjęcia z 7 sierpnia przedstawiającego izraelski samolot wystrzeliwujący ochronne flary, celowo zasugerował w podpisie fotografii, że samolot ten wystrzeliwuje rakiety na jedną z wiosek na południu Libanu oraz zmanipulował samo zdjęcie, robiąc z jednej smugi – trzy. Zdjęcia ukazały się w gazetach i portalach internetowych. Oszustwo odkryli internauci tworzący amerykańskie blogi polityczne.

## Wymiana więźniów
16 lipca 2008 Hezbollah przekazał Izraelowi ciała porwanych na początku konfliktu żołnierzy, Ehuda Goldwassera i Eldada Regeva, w zamian za zwolnienie oskarżonego o morderstwo bojownika Frontu Wyzwolenia Palestyny Samira Kuntara, czterech członków Hezbollahu wziętych do niewoli podczas walk i przekazanie ciał ok. 200 innych libańskich i palestyńskich bojowników.

### Media
- Kryzys na bliskim wschodzie (Izrael i Liban): fakty i postaci – BBC (ang.), [dostęp 2010-04-15].
- Letnia wojna w Libanie – BBC Radio (ang.), [dostęp 2010-04-15].
- Konflikt na Bliskim Wschodzie – ABC News (ang.), [dostęp 2010-04-15].
- Interaktywna mapa konfliktu – New York Times (ang.), [dostęp 2010-04-15].
- II wojna libańska – Ynetnews (ang.), [dostęp 2010-04-15].
- II wojna libańska – Haaretz. haaretz.com. [zarchiwizowane z tego adresu (2013-05-11)]. (ang.)., [dostęp 2010-04-15].

### Opracowania i analizy
- Noam Chomsky: Rozwiewając mity dotyczące izraelskiej inwazji na Liban w 2006 r.. chomsky.info. [zarchiwizowane z tego adresu (2009-01-14)]. (ang.)., [dostęp 2010-04-15].
- Wyzywając wroga: wnioski wyciągnięte z wojny Izraela z Hezbollahem – Brookings Insitution (ang.), [dostęp 2010-04-15].
- Bliski Wschód po wojnie Izrael-Hezbollah – Brookings Institution (ang.), [dostęp 2010-04-15].
- Efekt wojny Izrael-Hezbollah – Carnegie Endowment for International Peace (ang.), [dostęp 2010-04-15].
- Liban i Izrael: skutki wojny – United States Institute of Peace. usip.org. [zarchiwizowane z tego adresu (2008-04-10)]. (ang.)., [dostęp 2010-04-15].
- Dyskusja na temat konfliktu Izrael-Liban – lebanon-israel.info. lebanon-israel.info. [zarchiwizowane z tego adresu (2008-06-09)]. (ang.)., [dostęp 2010-04-15].
- Hezbollah w stanie wojny – ocena działań zbrojnych podczas 33 dni wojny. washingtoninstitute.org. [zarchiwizowane z tego adresu (2009-01-09)]. (ang.)., [dostęp 2010-04-15].